# Luis Berenguer Fuster
Luis Berenguer Fuster (ur. 19 stycznia 1946 w Alicante) – hiszpański polityk, prawnik, samorządowiec, urzędnik państwowy, od 1999 do 2004 deputowany do Parlamentu Europejskiego V kadencji.

## Życiorys
Ukończył w 1968 studia prawnicze na Uniwersytecie w Walencji. Do 1993 praktykował w zawodzie prawnika, specjalizując się w prawie handlowym, w tym upadłościowym i ubezpieczeniowym. Prowadził wykłady na uczelniach w Walencji i Alicante.
Od 1979 do 1993 był posłem do Kongresu Deputowanych kilku kadencji. Następnie objął stanowisko ministra administracji publicznej i rzecznika rządu Wspólnoty Walenckiej, które zajmował do 1995. Od 1994 był jednocześnie członkiem Komitetu Regionów. W latach 1995–1999 zasiadał w hiszpańskim trybunale ds. konkurencji, od 1998 jako jego wiceprzewodniczący.
W wyborach w 1999 uzyskał mandat deputowanego do Parlamentu Europejskiego. Był członkiem grupy socjalistycznej. Pracował m.in. w Komisji Przemysłu, Handlu Zewnętrznego, Badań Naukowych i Energii (od 2003 jako jej przewodniczący). W PE zasiadał do 2004.
W 2005 kierował urzędem ds. konkurencji w regionalnej administracji Madrytu. Następnie została prezesem trybunału ds. konkurencji, a w 2007 stanął na czele krajowej komisji ds. konkurencji.